# Argophyllum latifolium
Argophyllum latifolium är en tvåhjärtbladig växtart som beskrevs av Eugène Vieillard och Zemann. Argophyllum latifolium ingår i släktet Argophyllum och familjen Argophyllaceae. Inga underarter finns listade i Catalogue of Life.